# Świder
Świder er en højre biflod til Wisła i Polen. Den har sit udspring nær Świder i Wysoczyzna Żelechowska i Vojvodskabet Lublin, men løber kort efter ind i Voivodskabet Masovien og løber i nordvestlig retning, indtil det løber ud i Wisła mellem byerne Otwock og Józefów. Den er 89,1 km lang, og har et afvandingsområde på 1.161,5 km².

## Weblinks
- Information om fiskefaunaen i Świder (polsk) Arkiveret 22. april 2009 hos  Wayback Machine

52°05′59″N 21°12′53″Ø / 52.0997°N 21.2147°Ø